# エックハルト・ダッゲ
エックハルト・ダッゲ（Eckhard Dagge、1948年2月27日 - 2006年4月4日）は、西ドイツ（現ドイツ）の元プロボクサー。ベルリン出身。元WBC世界ジュニアミドル級（現スーパーウェルター級）王者であり、現役期間中に同王座を2度防衛した。

## 来歴
ベルリン生まれ。アマチュアで活躍。1973年プロデビュー。後の世界王者ホセ・デュランから欧州ジュニアミドル級タイトルを奪取。
1976年6月18日、エリシャ・オベドを10回KO、WBC世界ジュニアミドル級王座獲得、ドイツにマックス・シュメリング以来46年ぶりとなる世界王座をもたらした。
エミール・グリフィス、モーリス・ホープと強豪2人を相手に2度の防衛に成功したが、1977年8月6日、ロッキー・マッチョーリに5回でKOされ、王座から陥落した。
1981年11月6日の試合を最後に引退した。